# Diageo
Diageo (вимовляється [diːˈɑːʒi.oʊ]) — міжнародна корпорація зі штаб-квартирою в Лондоні, Британія. Найбільший у світі виробник алкогольних напоїв, якому належать 8 із 20 найпопулярніших за обсягами продажу світових преміальних брендів алкогольних напоїв. Публічна компанія, акції якої котируються на Лондонській фондовій біржі (тікер DGE) та Нью-Йоркській фондовій біржі (тикер DEO).
Компанія має представництва у 80 країнах світу, забезпечуючи працевлаштування понад 20 тисяч осіб. Продукція продається приблизно на 180 національних ринках.

## Історія
Компанію було утворено 1997 року шляхом злиття корпорацій Grand Metropolitan та Guinness plc, кожна з яких на той момент володіла суттєвими активами в харчовій промисловості.
На початку 2000-х керівництво компанії ухвалило стратегію зосередження діяльності на ринку преміальних алкогольних напоїв. Відповідно до цієї стратегії Diageo продала мережу закладів фаст-фуд Burger King, а також компанію Pillsbury, виробника продуктів швидкого приготування та інших харчових продуктів. Натомість було придбано активи компанії Seagram, власника низки підприємств з виробництва вина та алкогольних напоїв.
Компанія є лідером світового ринку преміального алкоголю.
У червні 2022 року, під час повномасштабного вторгнення російських військ до України, компанія оголосила про вихід з ринку РФ.

## Торговельні марки
У власності компанії перебувають десятки брендів алкогольних напоїв, значна частина яких займає провідні позиції на відповідних сегментах світового ринку преміального алкоголю.

### Віскі

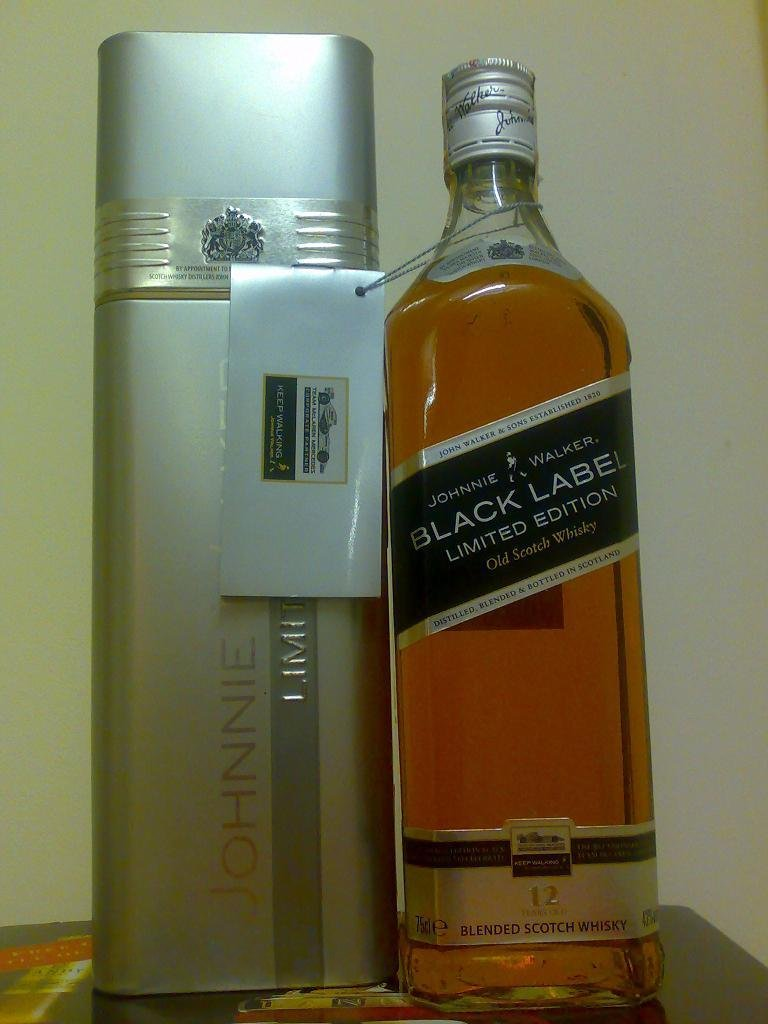
Пляшка віскі Johnnie Walker Black Label Limited Edition

Підприємства Diageo виробляють понад 100 сортів віскі, здебільшого шотландських «скотчів». Зокрема, компанії належить провідний за обсягами світових продажів бренд купажованого віскі — Johnnie Walker, інші популярні купажовані віскі компанії включають продукцію торговельних марок J&B, Bell's та White Horse.
До виробничих активів компанії входять понад 10 шотландських віскікурень, які спеціалізуються на виробництві односолодових віскі, зокрема таких, як Talisker та Cardhu.
Diageo також виробляє ірландський віскі Bushmills, традиційний американський бурбон Bulleit Bourbon та одні з найпопулярніших канадських віскі Crown Royal і Seagram's.

### Горілка
Провідною горілчаною торговельною маркою компанії є Smirnoff, річні обсяги продажів якої у світі перевищують 200 мільйонів літрів. Крім цього, компанія виробляє горілку брендів Ciroc та Ketel One, які позиціонуються як ексклюзивні.

### Бренді (коньяк)
Компанія Diageo займається світовою дистрибуцією коньяків відомої торговельної марки Hennessy. Дистрибуція здійснюється на умовах представницького договору з виробником, компанією Moët Hennessy.
Власним брендом компанії в сегменті бренді (коньяків) є торговельна марка Bertrams VO — бренді південно-африканського виробництва, збут якого орієнтований передусім на країни півдня Африки.

### Джин

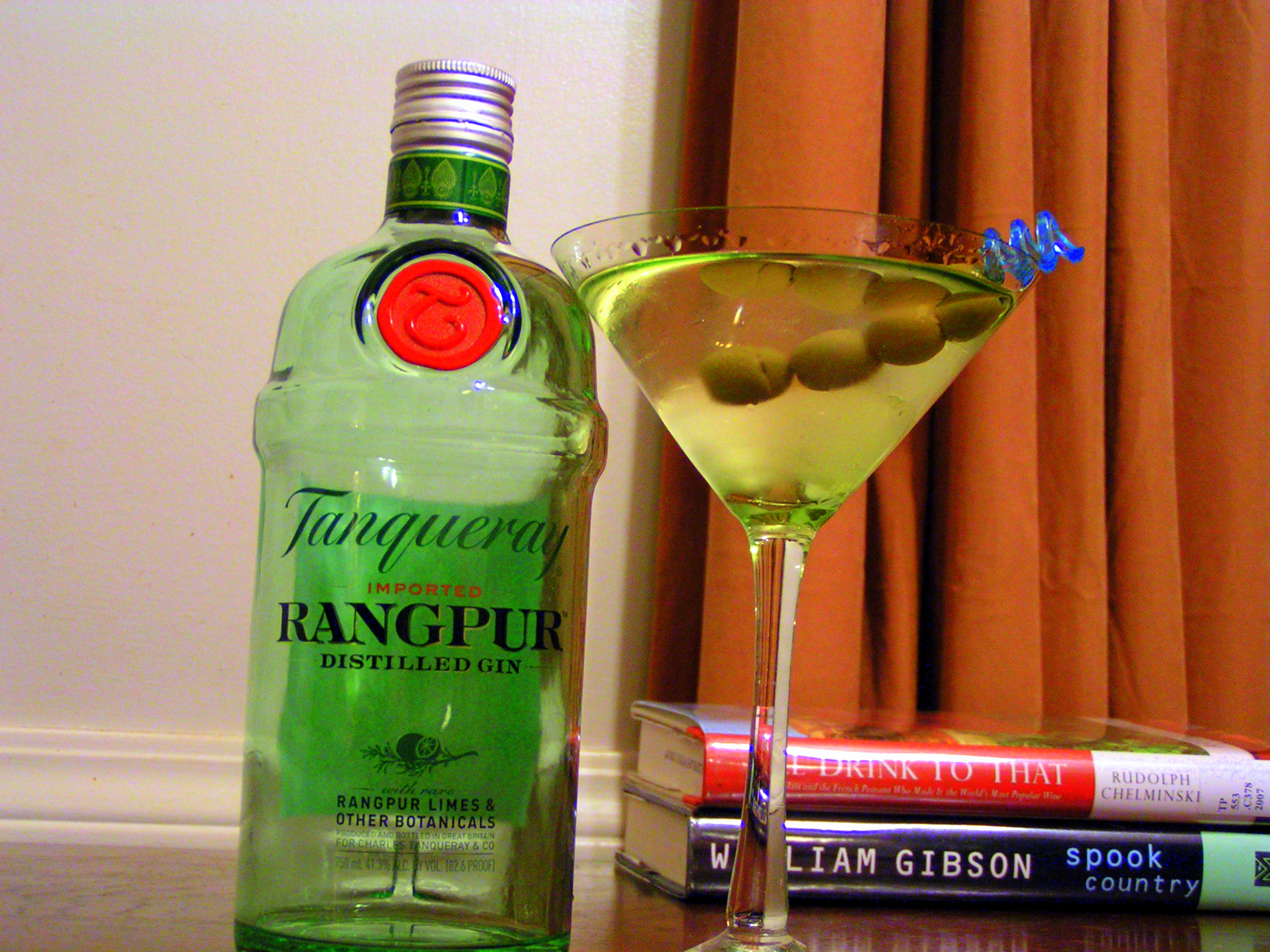
Пляшка джину Tanqueray Rangpur

На світовому ринку джинів компанія представлена найбільш продаваним у світі преміальним джином Gordon's, а також напоями торговельної марки Tanqueray, збут яких орієнтований насамперед на ринок США, де вони за обсягами продажів займають перше місце серед імпортованих джинів.

### Ром
Основу портфеля торговельних марок рому компанії Diageo складають роми торговельної марки Captain Morgan, що виробляються в Пуерто-Рико. Ця торговельна марка була започаткована лише в 1983 році, однак швидко увійшла до переліку провідних світових брендів цього напою. Крім цього, компанія володіє ще декількома торговельними марками ромів, які позиціонуються як регіональні — Bundaberg (Австралія), Myers's (Ямайка), Pampero та Cacique (Венесуела).

### Текіла
Власною торговельною маркою текіли Diageo є Don Julio, продукція якої здебільшого реалізується на ринку США. Однак позиції компанії на цьому сегменті ринку алкогольних напоїв визначаються дистрибуційною угодою з виробником найпопулярнішої за обсягами продажів у світі текіли — José Cuervo. Diageo забезпечує реалізацію продукції цієї торговельної марки на ринках Північної Америки та низки європейських країн.

### Лікери

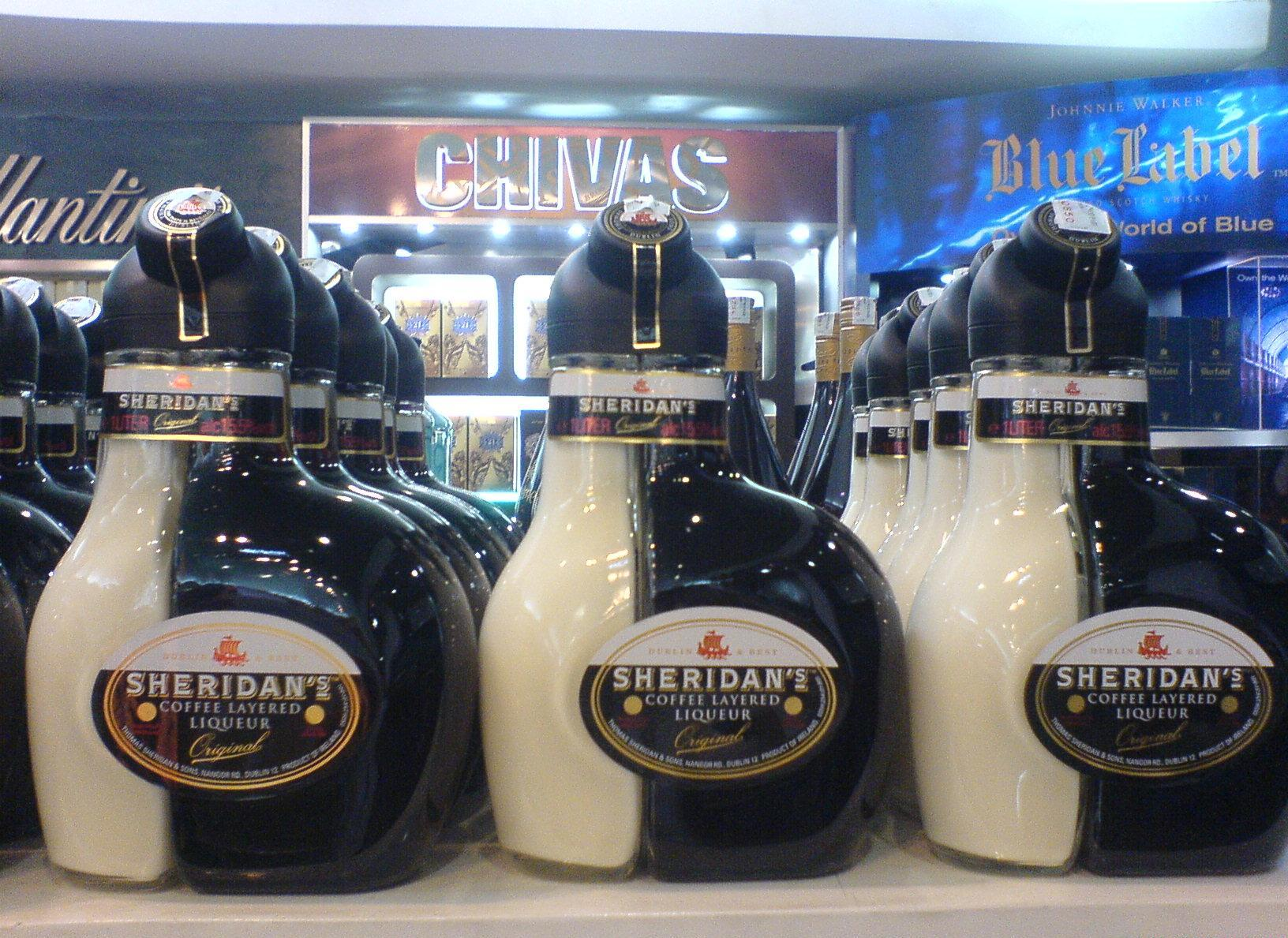
Пляшки лікеру Sheridan's.

Diageo є власником та виробником найпопулярнішого у світі лікеру Baileys — ірландського вершкового лікеру, що виготовляється на основі віскі. Також компанія володіє іншою популярною торговельною маркою в цьому сегменті алкогольного ринку — Sheridan's, яка була виведена на ринок 1994 року, однак швидко здобула популярність, не в останню чергу завдяки унікальній конструкції пляшки, яка дозволяє одночасне наливання двох різних складових напою з двох відокремлених один від одного резервуарів.

### Інші алкогольні напої
Інші алкогольні напої компанії Diageo включають італійську самбуку Romana, що насамперед орієнтована на ринки США та Великої Британії; фруктовий шнапс торговельної марки Archers; а також напої Pimm's на основі джину, лікерів та фруктів, що мають вміст алкоголю на рівні 25 %.

### Вина
Вино є порівняно незначною складовою асортименту продукції Diageo, на яку припадає лише 6 % чистої виручки компанії. Компанії належать виноградники в багатьох країнах світу, завдяки яким Diageo пропонує широкий асортимент різноманітних за смаковими якостями та ціновою категорією вин власного виробництва. Крім власних вин, що продаються під декількома торговельними марками, компанія Diageo через спеціалізовані підрозділи займається постачанням ексклюзивних вин інших виробників на ринки країн, де вона має мережі дистрибуції.
Відповідно до угоди з компанією Moët Hennessy Diageo займається продажем всесвітньо відомих шампанських вин виробництва цієї компанії (34 % якої належать Diageo) — Moët & Chandon та Dom Pérignon.

### Пиво

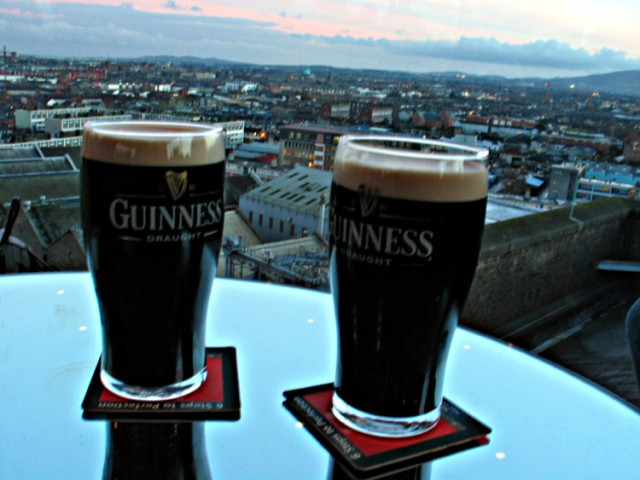
Келихи Guinness Draught.

Флагманським брендом Diageo на пивному ринку є Guinness — найбільш продаваний у світі стаут. Окрім цього, компанія володіє ще декількома торговельними марками ірландського пива, яке традиційно вироблялося одним з її співзасновників, компанією Guinness plc, — Kilkenny, Smithwick's та Harp lager.
До портфеля пивних торговельних марок компанії також належить низка торговельних марок, які посідають провідні позиції на власних національних ринках — Red Stripe (Ямайка), Tusker та Senator Keg (Кенія), Satzenbrau (Камерун) та Windhoek (ПАР).